# Damien Abad
Damien Abad (Nîmes, 5 aprile 1980) è un politico francese.

## Biografia
È la prima persona con disabilità a sedere nel governo della repubblica francese; soffre dell'artrogriposi.

## Carriera politica
Più volte deputato. È stato ministro nel governo Borne per breve tempo.